# 劲直榕
劲直榕（学名：Ficus stricta）为桑科榕属的植物。分布在越南、菲律宾、印度、印度尼西亚、马来西亚以及中国大陆的云南等地，生长于海拔350米至1,800米的地区，一般生于阔叶林中以及山坡疏林中，目前已由人工引种栽培。